# Erina gilberti
Erina gilberti är en fjärilsart som beskrevs av Waterhouse 1903. Erina gilberti ingår i släktet Erina och familjen juvelvingar. Inga underarter finns listade i Catalogue of Life.